# 敘利亞經濟

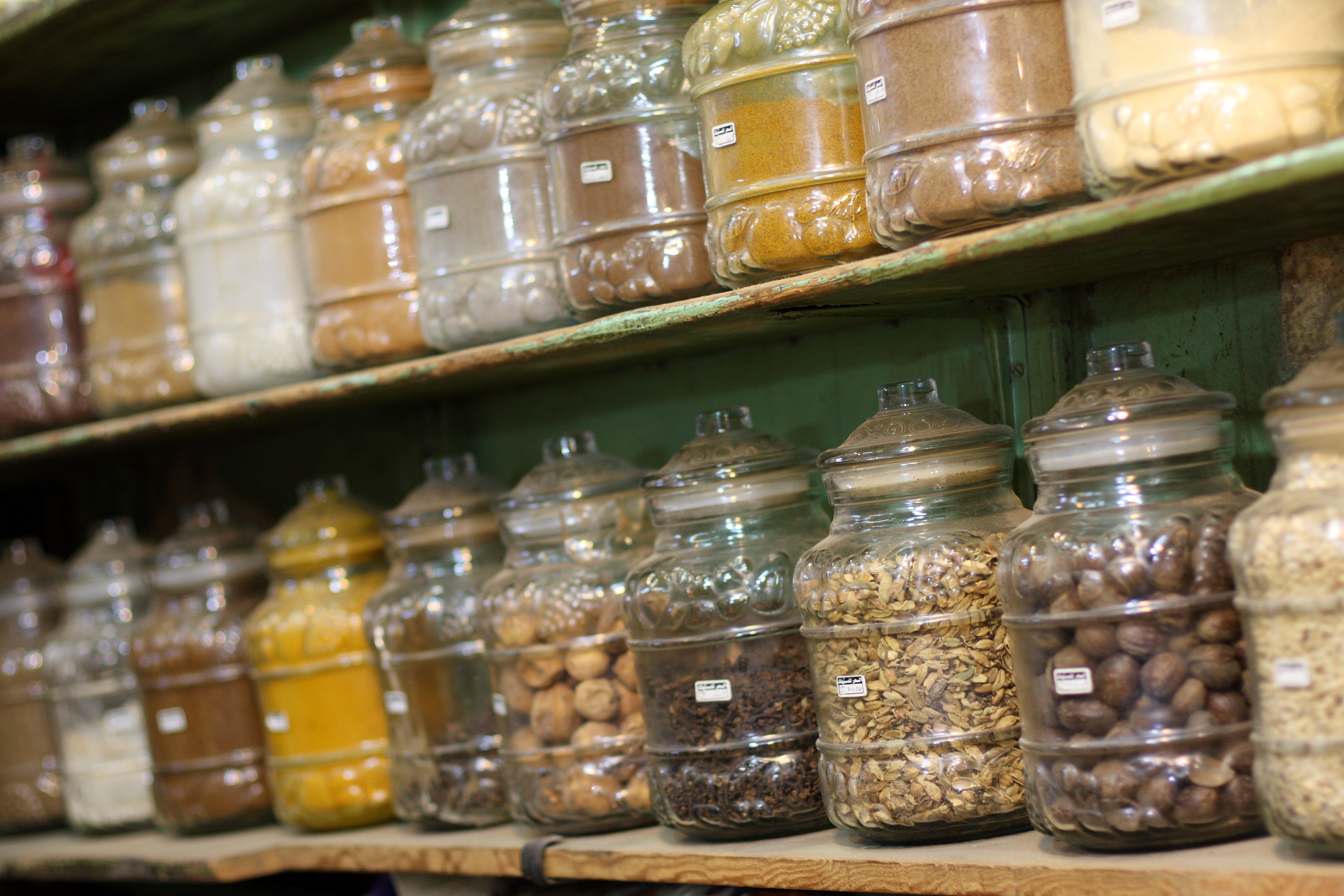
香料與乾果是當地一大產業

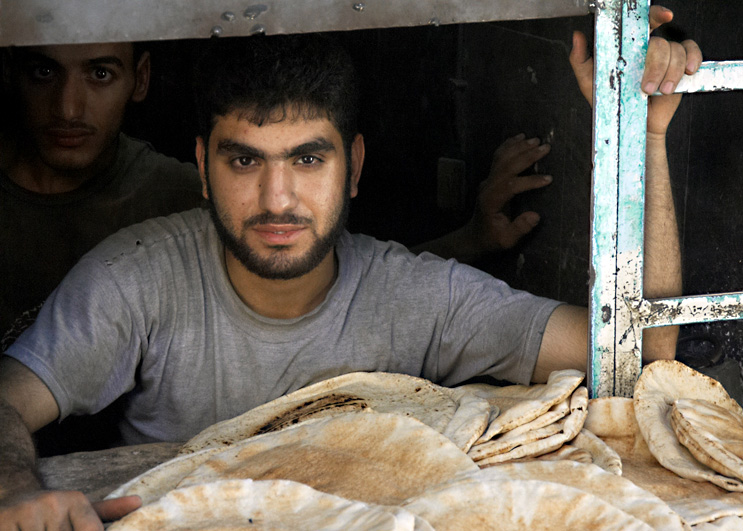
日常主食大餅

敘利亞經濟以農業、石油、工業和服務業為基礎，人均國內生產總值在1960年代增長八成，在1970年代總增長達到頂峰的336%，這情況被證明不可持續，經濟在1980年代萎縮33%。然而在1990年代，由於成功多元化，人均國內生產總值增長12%（平均每年1.1%）。國際貨幣基金組織預計2008和2009年實際國內生產總值增長分別為近6%和3.9%。該國經濟的兩大支柱是農業和石油，合計佔國內生產總值的大約一半。農業佔國內生產總值和勞動人口的四分之一左右，但受惡劣的氣候條件和嚴重的乾旱所影響，根據中央統計局的初步數據，其國內生產總值份額從2007年的20.4%減少到2008年的17%左右。另一方面，原油價格上升抵銷石油產量下降，導致預算和出口收入增加。
自內戰爆發後，經濟一直受到大規模的經濟制裁，限制貿易的國家有阿拉伯聯盟、澳大利亞、加拿大、歐盟（以及歐洲國家阿爾巴尼亞、冰島、列支敦士登、馬其頓、摩爾多瓦、挪威、塞爾維亞和瑞士）、格魯吉亞、日本、土耳其和美國，這些制裁和內戰帶來的不穩定使經濟增長情況逆轉，2011和2012年出現負增長。根據聯合國統計，直至2013年底，內戰帶來的總經濟損失估計為1,430億美元。

## 基本資料
1960年代期間，政府以社會主義的意識形態為由，把大多數大型企業國有化，採取的經濟政策旨在解決區域和階級差距。國家干預，加上對價格、貿易和外匯的管制，經濟增長受阻礙。投資水平偏低，工業和農業生產力相對較低。經濟改革一直增加和漸進。該國在2001年把私人銀行合法化，2004年有四家私人銀行開始運營。2004年8月，當局成立委員會以監督建立股票市場。除了金融業外，政府對租金和稅收法律推行大型改革，並正考慮對商業法和其他影響產權的法律推行類似的變革。
東北部油田自1960年代後期出產重油，1980年代初在東部代爾祖爾附近發現輕質低硫石油，緩解煉油廠的進口需求，用以混合國內重質原油。最近石油每日產量約37.9萬桶，石油儲量逐漸耗盡，2009年1月只有25億桶。專家普遍同意，敘利亞將在十年後成為石油淨進口國。近期發展包括發現新儲量和成功開發油氣，均有助振興能源業。2009年，牛津商業集團發表敘利亞報告，石油業在2008年佔政府收入的23%、出口的20%和國內生產總值22%。2008年出口量約15萬桶，石油佔出口收入的大部分。
經濟特設自由化使財富不平等情況惡化，國民普遍變得更貧困，只有少數在私人機構的人士財富增加。1990年，政府成立官方並行匯率，通過官方渠道提供匯款和出口的誘因，以改善基本商品的供應，降低走私商品的風險溢價以抑制通貨膨脹。
1997年，國外援助總額估計為1.99億美元。2004年7月，世界銀行發表報告承諾援助敘利亞20個項目，總值6.61億美元，當時有一個投資項目仍然活躍。
| 年   | 國內生產總值 | 美元匯率       | 通脹指數 (2000年 = 100) | 人均收入 (美國水平的百分比) | 人口       |
| ---- | ------------ | -------------- | ----------------------- | --------------------------- | ---------- |
| 1980 | 78,270       | 3.94 敘利亞鎊  | 8.10                    | 12.17                       | 8,971,343  |
| 1985 | 146,225      | 3.92 敘利亞鎊  | 14                      | 11.64                       | 10,815,289 |
| 1990 | 268,328      | 28.80 敘利亞鎊 | 57                      | 4.37                        | 12,720,920 |
| 1995 | 570,975      | 35.30 敘利亞鎊 | 98                      | 4.18                        | 14,610,348 |
| 2000 | 903,944      | 49.68 敘利亞鎊 | 100                     | 3.49                        | 16,510,861 |
| 2005 | 1,677,417    | 56.09 敘利亞鎊 | 122                     | 3.70                        | 19,121,454 |
| 2010 | 59,633,000   | 47.00 敘利亞鎊 |                         |                             | 21,092,262 |

## 外部貿易和投資

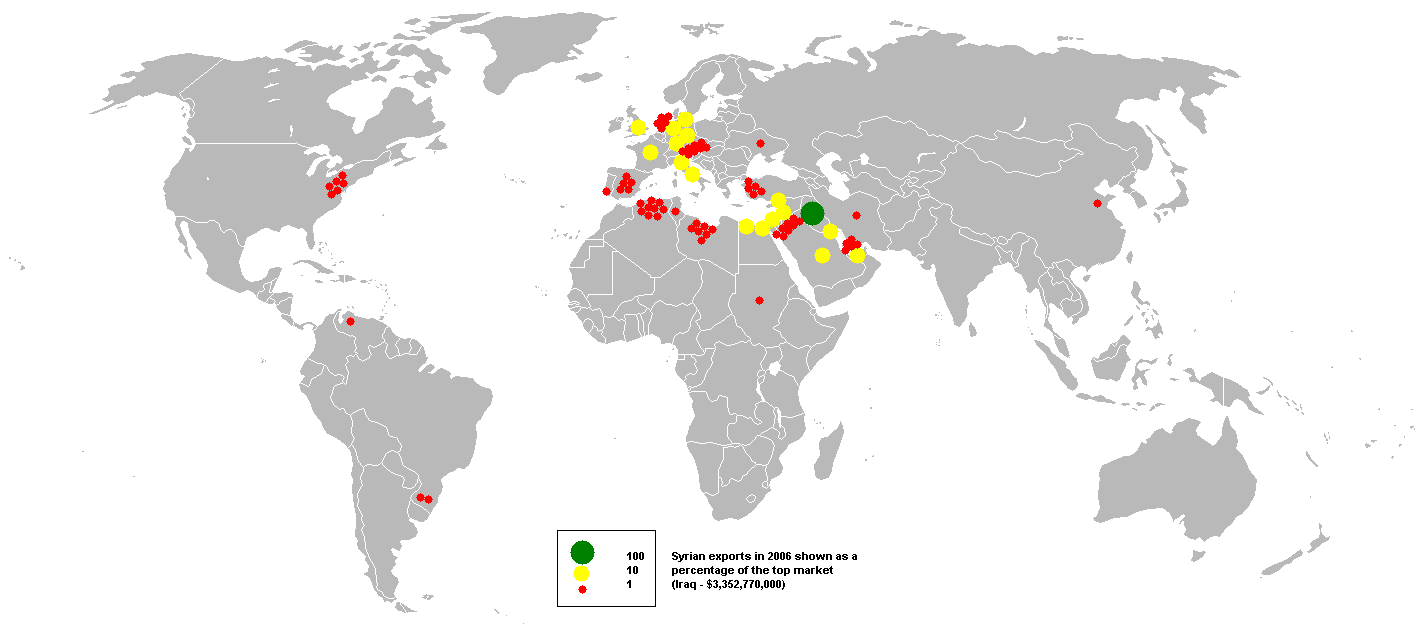
2006年敘利亞出口

1990年代後期困擾該地區的嚴重乾旱得以紓緩，加上能源出口收入回升，但經濟仍面對嚴峻的挑戰，近六成人口年齡為20歲以下，除非經濟增長持續和強勁增長，否則失業率有機會高於目前的9%。
敘利亞位處主要的東西貿易航線，商業一直是該國經濟的重要行業。該國城市鼓勵傳統產業如編織和包裝乾水果，同時推動現代重工業。鑑於1960年代至1980年代後期所採取的政策，該國拒絕加入環球經濟，但在2001年底提交展開加入世界貿易組織的程序。敘利亞是前關稅暨貿易總協定的原始締約國，但在1951年因以色列加入而退出。當前貿易規則的主要元素，將因不符合世界貿易組織而改變。2007年3月，該國與歐盟簽署一項鼓勵雙方談判的歐洲聯盟聯繫國協定（European Union Association Agreement），尋求在2010年前制定自由貿易協定。
進口產品主要是工業、農業、設備和機械的必要原材料，而主要出口產品包括原油、成品油、棉花、服裝、水果和穀物。
政府與周邊國家以優惠匯率進行的交易增加，在2001年推出用於非商業交易的匯率，與當時的黑市匯率大致相若。
資本市場發展不良，加上缺乏接觸國際貨幣和資本市場的渠道，因此彌補財政赤字仍然是貨幣政策的考慮因素。2003年，敘利亞在22年以來首次下調利率，並在2004年再次下調，但利率仍因法律保持固定。

### 外債
敘利亞在減輕沉重外債負擔方面取得進展，幾乎與所有歐洲的主要債權人達成雙邊重新安排。2004年12月與波蘭達成協議，將支付2.617億美元債務其中的2,700萬。2005年1月與俄羅斯簽署協議，註銷近八成賒欠的債務，涉及約105億歐元（約合130億美元），使賒欠莫斯科的債務減至少於30億歐元（剛超過36億美元），其中一半將在未來10年內償還，其餘將存入俄羅斯在敘利亞的銀行賬戶，用於俄羅斯在敘利亞的投資項目和支付購買敘利亞產品，這是兩國之間武器交易的一部分。同年，敘利亞與斯洛伐克和捷克達成協議，清償估計約16億美元的債務，而大量債務也被勾銷以換取1.5億美元的一次性付款。

## 經濟產業

### 農業

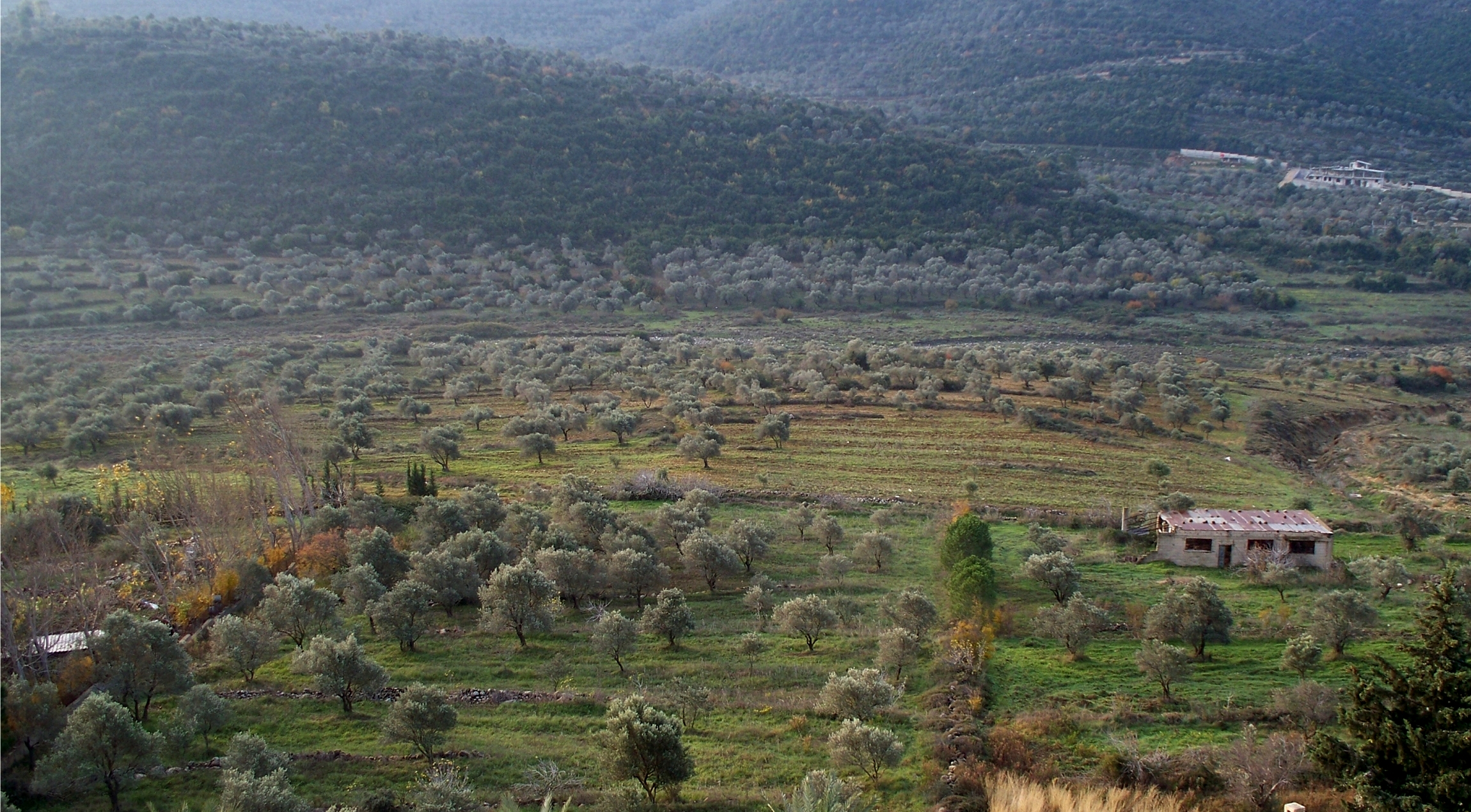
橄欖樹

農業是經濟發展計劃中的優先行業，因為政府力求實現糧食自給、增加出口收入和制止農村人口外出打工。敘利亞曾經是許多農產品的淨進口國，但在資本投資、基礎設施發展、原材料補貼和價格支持持續下，它發展成為棉花、水果、蔬菜和其他食品的出口國，這轉變的主要原因之一是政府對北部和東北部的灌漑系統作出龐大投資。2009年，農業僱用勞動人口約17%，佔國內生產總值的約21%，其中牲畜佔16%、水果和穀物佔40%以上。
大部分土地為私人擁有，是農業成功背後的關鍵因素。在18.6萬平方公里的土地中，約28%是耕地，其中灌漑面積佔21%，大部分灌漑土地被指定為戰略用途，意思是在定價、補貼和營銷控制方面受到國家大幅干預。戰略農產品如小麥、大麥和甜菜，必須以往往高於世界價格的固定價格賣給國家營銷委員會，該措施支持農民生產，但為國家預算帶來重大支出。最廣泛種植的耕地作物是小麥，但最重要的經濟作物是棉花，棉花是石油業發展前的最大單一出口產品。然而，種植棉花的土地總面積因日益嚴重的缺水問題和陳舊低效的灌漑技術而下降。由於儲存設施不周，穀物如小麥的產量往往沒有得到充分利用。
農業面臨最普遍的問題是水和能源。另一個困難是政府決定開放化肥價格，價格增加一至四倍。乾旱在2008年是一個令人擔憂的問題，旱情在2009年略有改善。2009年，小麥和大麥的產量較去年增長一倍，但高達100萬農業勞動者的生計仍受到威脅。對此，聯合國推出緊急呼籲，金額為2,020萬美元。小麥一直是受影響最嚴重的農作物之一，在20年首次從小麥淨出口國轉變為淨進口國。敘利亞內戰在2011年爆發期間，政府被迫收購10萬噸小麥，是少數不受經濟制裁的貿易產品之一。
森林土地面積不到3%，只有部分用作商業用途。林業活動有限，僅集中在離岸不遠的高海拔山區，該地區雨量較豐富。
受內戰和乾旱影響，敘利亞在2016年的小麥收成創下27年以來的新低，只有130萬噸，敘利亞政府只好從俄羅斯進口135萬噸小麥彌補失收。

### 採礦業
磷酸鹽是敘利亞開採的主要礦物，產量在1990年代初世界需求和價格下跌時急劇下降，但產量已增至超過240多萬噸。2009年，該國是世界上第九大磷礦石出產國，佔世界總產量的1.9%左右。其他主要礦物包括水泥、石膏、工業砂（二氧化矽）、大理石、天然原瀝青、氮肥、磷肥、鹽、鋼和火山凝灰岩，一般不用於供應出口。

### 能源業

#### 石油
1933年，敘利亞在成為法國附屬國期間開始勘探石油，由伊拉克石油公司(蜆殼公司、BP、埃克森美孚、道達爾和古爾本金安組成的財團)所負責。1949年，在該公司鑽下11口井並放棄鑽探石油後，敘利亞總統舒克里·庫瓦特利主動接觸美國伊利諾伊州獨立石油生產者前往勘探石油，1955年5月17日議會全票通過授予特許經營權，1956年4月開始進行鑽探，1956年9月發現石油蘊藏量超過10億桶的蓋拉舒克（Karatchok）油田，連續鑽下六口井，每口井的日產量超過4千萬桶。該生產者開始準備鑽探毗鄰的油田（儲量超過500萬桶），但1958年10月5日埃及總統賈邁勒·阿卜杜-納賽爾在沒有任何補償下徵用特許經營權，並沒收裝備和三台鑽油台，當時敘利亞和埃及短暫性結盟（1958-1962年），納賽爾胡亂國有化和徵用公司和大型家族控股，復興黨領導的敘利亞政府一直拒絕考慮作出任何賠償。石油業在1968年起飛，當時蓋拉舒克油田在與霍姆斯煉油廠連接的管道完成後開始生產，並在1980年代中期開始出口石油。該國是規模較小的石油生產國，2010年產量佔全球0.5%。敘利亞不是中東地區的主要石油出口國，但石油是經濟一大支柱。根據國際貨幣基金組織，2010年石油銷售預計將為敘利亞政府帶來3.2億美元，佔國家收入的25.1%。
敘利亞是東地中海地區唯一的重要原油生產國，該地區涵蓋約旦、黎巴嫩、以色列、約旦河西岸和加沙地帶。根據《石油及天然氣雜誌》，2010年1月1日石油儲備約25億桶(4億立方米)。已知石油儲備主要處於東部，位於接近伊拉克邊境和幼發拉底河沿岸的代爾祖爾省，中部另有一些規模較小型的油田。2010年，該國每天生產原油約38.5萬桶（6.12萬立方米）。石油產量在下跌數年後勢趨穩定，將在新油田投產後回升。2008年生產53億立方米(1,900億立方英尺)天然氣，並於兩年後增加至78億立方米（2,750億立方英尺）。石油大多出口到歐洲，而天然氣則回灌以提高原油採收率和國內發電。

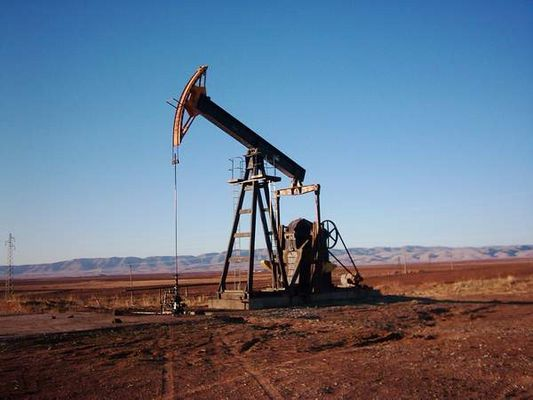
油田內的抽油機

2009年石油淨出口量估計為每日14.8萬桶(23,500立方米)，國營銷售商Sytrol負責銷售所有出口石油，大部分以12個月的合同形式銷售，原油主要出口至歐盟，尤其是德國、意大利和法國，歐洲統計局估計2009年日產量為137,400桶石油(21,840立方米)。2010年，歐盟從敘利亞入口的石油總值41億美元。
石油業面臨諸多挑戰，技術問題和石油儲量耗盡導致產量下降，產油量從1995年高峰時近每日61萬桶(97,000立方米)，穩步下降至2010年每日約38.5萬桶(61,200立方米)。同時，使用量不斷上升，意味十年內可能會成為石油淨進口國。為了應付這個問題，敘利亞加大石油勘採力度。該國石油上游生產和發展歷來是敘利亞石油公司的任務，該公司努力扭轉生產和出口下降的趨勢。該公司直接控制該國石油產量的一半左右，並在與外國合作夥伴的開發工作上持有50%的股權。
外國投資是提高生產水平的關鍵因素，敘利亞在內戰爆發後禁止西方公司運作。主要外國財團有1985年成立的合資企業發拉底石油公司，其中敘利亞石油公司、蜆殼公司和敘利亞喜馬拉雅能源公司（Himalaya Energy Syria）分別持有50%、32%和18%所有權，喜馬拉雅能源公司是中國石油天然氣集團和印度石油天然氣公司組成的財團。另一個重要的財團是代爾祖爾石油公司，由敘利亞石油公司和道達爾石油公司擁有。該國與蜆殼公司的關係悠久，歷史可追溯至1949年，與其合資夥伴平均每天生產10萬桶(16,000立方米)，2011年12月因歐盟制裁而暫停運營。
道達爾在1988年開設敘利亞業務，2008年法國總統尼古拉·薩爾科齊訪問敘利亞期間與該國續簽合作夥伴共享協議，確認法國活動的利益。敘利亞內戰之前，該公司每日平均從代爾祖爾附近的油田生產27,000桶(4,300立方米)石油。敘利亞內戰爆發和國際制裁開始實施後，道達爾自2011年12月起暫停該國業務。
英國的Gulfsands石油公司較後進入敘利亞石油業。2011年初，其油田每日生產20,700桶（3,290立方米），2012年暫停該國業務，並因歐盟對敘利亞政府禁止石油貿易的制裁而遇到不可抗力。Gulfsands在敘利亞的貿易也受到歐盟制裁影響，總統表弟巨頭拉米·馬赫盧夫正式擁有該公司5.7%股權，股權因2011年8月相關的制裁措施被凍結。其他國際公司來自加拿大、波蘭、克羅地亞、俄羅斯和新加坡。
國內石油使用量日益增加的處理方法，除了增加石油產量外，就是把燃油發電站改用天然氣。2010年，已知天然氣儲量估計約2萬6千億立方米（9萬1千億立方英尺），約四分之三由敘利亞石油天然氣公司所擁有。天然氣行業面臨的主要挑戰是物流，儲備主要位於東北部，人口卻集中在西部和南部。
雖然石油和天然氣產量相對較少，但它該國處於地區安全和未來能源傳輸路線的戰略位置。2008年，連接阿拉伯天然氣管道落成，能源業的區域一體化預計將增加。

#### 電力
2001年，敘利亞生產233億千瓦的電力，而消耗216億千瓦時電力。2002年1月，總發電容量為7.6吉瓦，燃料石油和天然氣是主要的能量來源，而水電容量為1.5萬吉瓦。2001年3月，連接敘利亞、埃及和約旦的電網落成，電功率共計45萬千瓦。電力供應能力是重要的國家優先事項，政府希望在2010年增加3,000兆瓦發電容量，估計造價20億美元，但進度因缺乏投資資金而被拖慢。該國的發電廠受到密集式保養，而四座新發電廠落成。配電網絡存在嚴重問題，質量低劣的電線和變壓器站導致傳輸損耗，估計高達總發電量的25%。當局推行一個項目以擴容和升級輸電網絡，預計在2005年完成。
2009年5月，伊斯蘭開發銀行和敘利亞政府簽署協議，提供1億歐元貸款用作擴建發電站。

### 工業和製造業
2010年，工業佔國內生產總值的27.3%，其中包括採礦業、製造業、建築業和石油業，僱用大約16%的勞動人口。主要工業產品有石油、紡織品、食品加工、飲料、煙草、磷礦石、水泥、油料種子壓榨和汽車組件。製造業在1990年代經濟改革前由國家主導，改革使本地和外國私人機構的參與度增加。不過，由於缺乏投資資金、輸入和輸出價格限制、繁瑣的海關和外匯管理條例、惡劣的營銷手法，私人機構的參與仍然受到制約。
土地價格不受國家控制，房地產業是少數擁有現實和安全回報的投資渠道之一。建築業活動反映經濟變化。1991年第10號投資法開放某些領域的外商投資，其後開始強勁復蘇，實質增長在2001年和2002年間增加。

### 服務業
服務業佔2009年國內生產總值的45.3%，在2008年僱用勞動人口的67%(包括政府服務)。2009年5月，大馬士革的辦公室價格暴漲。

#### 銀行與金融

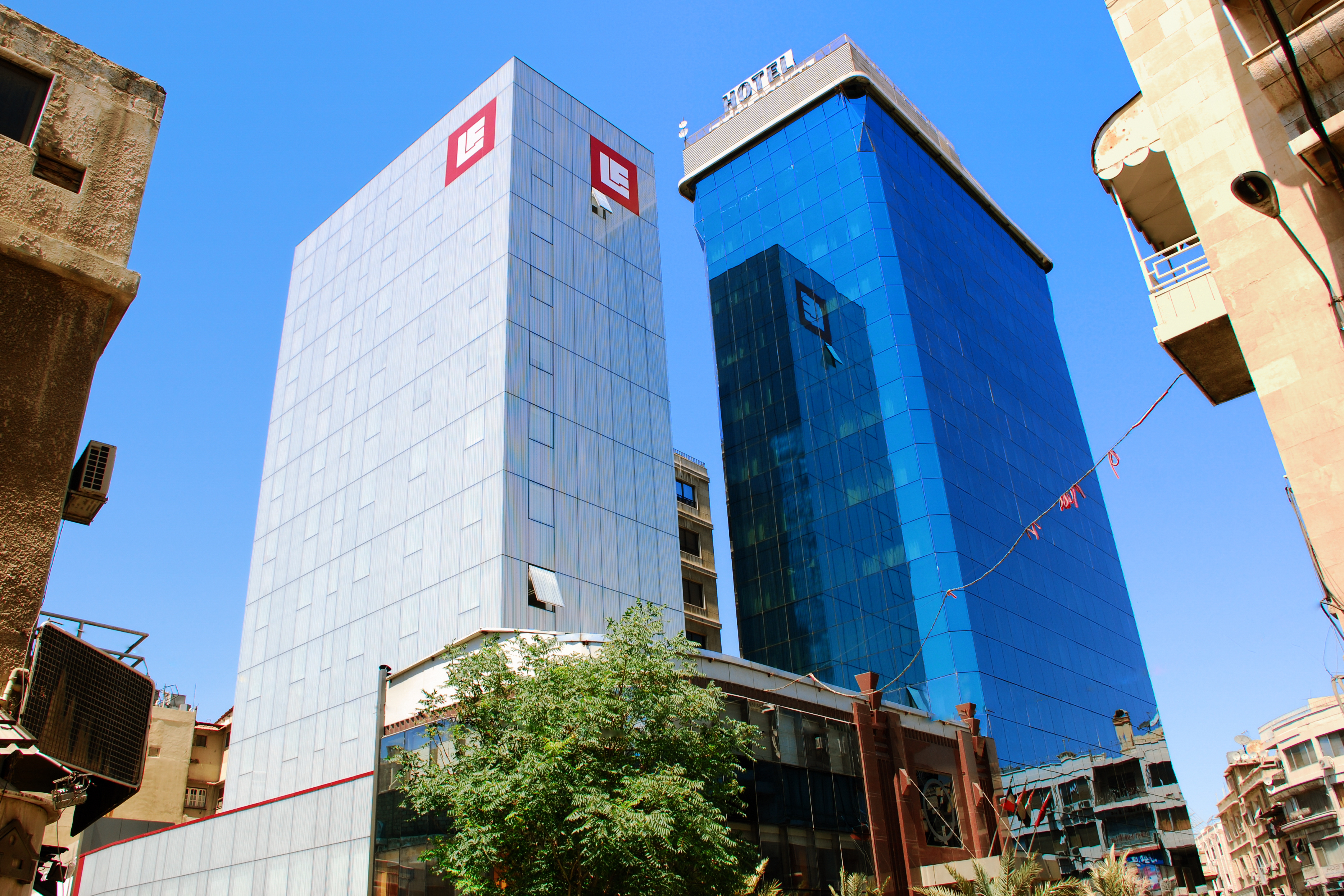

巴沙爾·阿薩德政府開始努力改革，改變金融部門的監管環境，包括2009年3月引進私人銀行和大馬士革證券交易所啟市。2001年，敘利亞把私人銀行合法化，該新興行業正在增長。根據2001年3月的28號法律，外資銀行在2002年12月獲發牌照，允許建立私營和合資銀行，外國人可以最多擁有銀行的49%所有權，但不得持有控股股權。2010年1月，該國有13家私人銀行，其中包括兩家伊斯蘭銀行。
敘利亞逐步放鬆對外匯的管制。2003年，政府取消把私營部門使用外幣定為刑事犯罪的法律，並於2005年頒布立法，允許領有牌照的私人銀行在某些情況下，出售特定金額的外幣給予敘利亞公民和私人機構為進口貿易融資。2009年10月，政府進一步放寬外幣轉賬的限制，允許出國旅遊的國民從賬戶最多取出相當於一萬美元的敘利亞鎊。實際上，該決定允許當地銀行開立賬戶，客戶可以使用國際付款卡，最高金額為10,000美元，賬戶持有人在出國旅遊時每月最多可以取款一萬美元。
在2007年，為吸引投資和更容易獲得信貸，政府允許投資者從私人銀行獲取貸款和其他信貸工具，並通過本地銀行利用項目募集資金償還貸款和利息。2008年2月，政府允許投資者從本地私人銀行獲取外幣貸款，用作撥付資本投資。該國擁有固定匯率，政府保持兩組官方匯率，第一組用於計算預算、進口、關稅和其他官方交易價值，第二組由中央銀行每日制定，涵蓋所有其他金融交易。2006年，政府通過法律允許私人貨幣兌換公司運作，但小規模的外幣黑市仍然活躍。
在開放金融業後，六家國家專業銀行仍然是主要的金融業者，其中包括敘利亞中央銀行（Central Bank of Syria）、敘利亞商業銀行（Commercial Bank of Syria）、農業合作銀行（Agricultural Co-Operative Bank）、工業銀行（Industrial Bank）、大眾信貸銀行（Popular Credit Bank）和房地產銀行（Real Estate Bank），為個別指定行業發放資金和接納存款。敘利亞中央銀行控制所有外匯和貿易交易，貸款優先給予公共機構。工業銀行的資本不足，但公共機構也是主要服務對象。因此，私人機構往往被迫使用外國銀行，程序比較昂貴，不能完全解決工業融資的需求。許多商務人士出國旅遊以存入或借用資金，據估計敘利亞國民在黎巴嫩的銀行存款達60億美元。2004年5月，美國的制裁禁止金融機構與敘利亞中央銀行進行交易，美元轉賬的中介來源需求增加，黎巴嫩和歐洲銀行的作用將可能增加。敘利亞內戰使美國、歐盟、阿拉伯國家聯盟和土耳其對央行實施制裁。

#### 旅遊業
2002年，110萬名非阿拉伯人前往敘利亞，該數字包括所有訪客，不只是遊客。同年，阿拉伯訪客總人數為320萬人次，大部分來自黎巴嫩、約旦、沙特阿拉伯和伊拉克。不少伊拉克商人在敘利亞港口設立企業，從事伊拉克進口業務，使到訪敘利亞的伊拉克人數在2003-4年增加。旅遊業有龐大潛力成為外匯收入和經濟增長的來源。旅遊業在2000年佔國內生產總值超過6%，當局正研究推行更多的改革，以增加旅遊收入。在1991年第10號投資法案下，酒店睡床數量在1999年增加51%，在2001年進一步增加。2002年，當局宣布計劃發展生態旅遊，參觀沙漠和自然保護區。2004年底，兩間豪華酒店在大馬士革開業。自2011年3月，旅遊業因內戰持續而下跌。

## 勞動人口
敘利亞擁有約2,100萬人口，官方人口增長率為2.37%，35歲以下人口佔六成半，而15歲以下人口則超過四成，每年超過20萬名新求職者進入就業市場，但一直無法被經濟吸納。2010年，總勞動人口估計約550萬人。據估計，2008年從事服務業(包括政府)、工業和農業分別佔67%、17%和16%。政府和公共機構的僱員，構成總勞動人口的三成左右，他們的工資非常低。
根據敘利亞政府統計，2009年失業率為12.6%，但更準確的獨立來源指近20%。七成勞動人口每月賺取少於100美元。軼事證據顯示，在黎巴嫩工作的敘利亞人數高於官方公布的數字。2002年失業委員會成立，負責在五年內創造數十萬個就業機會。2009年6月，約70萬戶家庭沒有收入，約350萬人受影響。政府官員承認，經濟增長不能創造足夠的新就業機會，以配合人口增長的步伐。2005年，聯合國開發計劃署宣布該國三成人口生活在貧困之中，11.4%人口的生活水平不足以糊口。

## 衝突的機會成本
亞洲智囊團「策略展望集團」（Strategic Foresight Group）發布報告，估計1991至2010年間中東衝突的機會成本為12萬億美元，其中敘利亞佔超過1,500億美元。政府的軍事花費分別佔國內生產總值的7%，高於醫療保健的2%。

## 外部連結
- US Department of State （页面存档备份，存于）
- 中的“Syria Economic Development”
- Economy of Syria （页面存档备份，存于） textual and chart data from the world bank and CIA factbook, hosted by the Lebanese Economy Forum